# 코치발로란트
《코치발로란트》는 미국의 게임 개발 회사 라이엇 게임즈(Riot Games)는 2020년 6월 2일 캐릭터 기반 1인칭 전술 슈팅 게임(이하 FPS) 발로란트(VALORANT)를 정식으로 출시하면서 2021년 1월 새로운 에피소드의 시작을 기념해 게임 웹예능동영상 시리즈를 공식 웹사이트에서 공개하였다.

## 개요
라이엇 게임즈의 1인칭 전술 슈팅 게임(이하 FPS) 발로란트가 새로운 에피소드의 시작을 기념해 입문 플레이어를 위한 캠페인을 선보인다.
전 프로게이머이자 인기 스트리머인 이태준의 코치로 ‘발린이 (발로란트 초보)’ 인플루언서 이녕, 문호준, 노돌리, 영래기, 네 명의 슈팅 실력을 향상시키는 과정이 담겼다. 영상을 통해 이태준의 단계별 코칭과 노하우가 공개되었으며, 초보 플레이어들은 자신과 비슷한 실력의 인플루언서들의 성장 과정을 지켜보며 자신의 실력을 점검해보고 실력 향상을 위한 여러 방법을 배울 수 있다. 플레이어들은 참여형 이벤트인 VAL 조각 플렉스 를 통해 코치 발로란트 멤버들과 함께할 수 있다.

## 출연진
FPS 프로게이머 이태준, 발로란트 프로게이머 손오천 코치진을 비롯해 게임과 먹방이 유명한 교수 유튜버 이녕(원보라)과 카트라이더 프로게이머 문호준, 인기 유튜버 노돌리, 인기 유튜버 영래기와 같은 인기 인플루언서 6명이 라이엇 게임즈 첫 슈팅 게임 '발로란트' 의 첫 공식 멤버로 캐스팅 되어 참여하였다 3회차 중간에 게스트로 프로게이머 손오천이 합류하였다.
- 이태준 (FPS 프로게이머)
- 손오천 (발로란트 프로게이머)
- 이녕 (인플루언서)
- 문호준 (카트라이더 프로게이머)
- 노돌리 (유튜버)
- 영래기 (유튜버)

## 회차 정보
코치 발로란트는 발로란트 공식 유튜브에서 선보이는 시리즈 콘텐츠로, 1월 19일부터 29일까지 하이라이트 영상1개, 티저 영상1개, 코치발로란트 EP.4개의 영상 포함 총 6개의 영상을 통해 공개된다.
- 2021년 2월 3일: 코치발로란트 하이라이트 발로란트 하는데 상식이 필요해? 발로란트 상식퀴즈[2]
- 2021년 1월 29일: 코치발로란트 EP.4 한계에 도달해 이성을 잃어가는 발린이들[3]
- 2021년 1월 26일: 코치발로란트 EP.3 코치발로란트 코치 2명(손오천 합류) vs 발린이 4명이 붙으면? (Feat. 저녁밥 내기)[4]
- 2021년 1월 22일: 코치발로란트 EP.2 프로게이머 출신이 알려주는 핵?! (개잘핵)[5]
- 2021년 1월 19일: 코치발로란트 EP.1 이 사람들로 발로란트 XX를 찍으라구요?[6]
- 2021년 1월 16일: 코치발로란트 티저  ※총알못 주목※ 프로게이머가 심해 유저를 만났을 때 “FPS 그게 뭐 어렵냐?”[7]